# リリー・エルベ

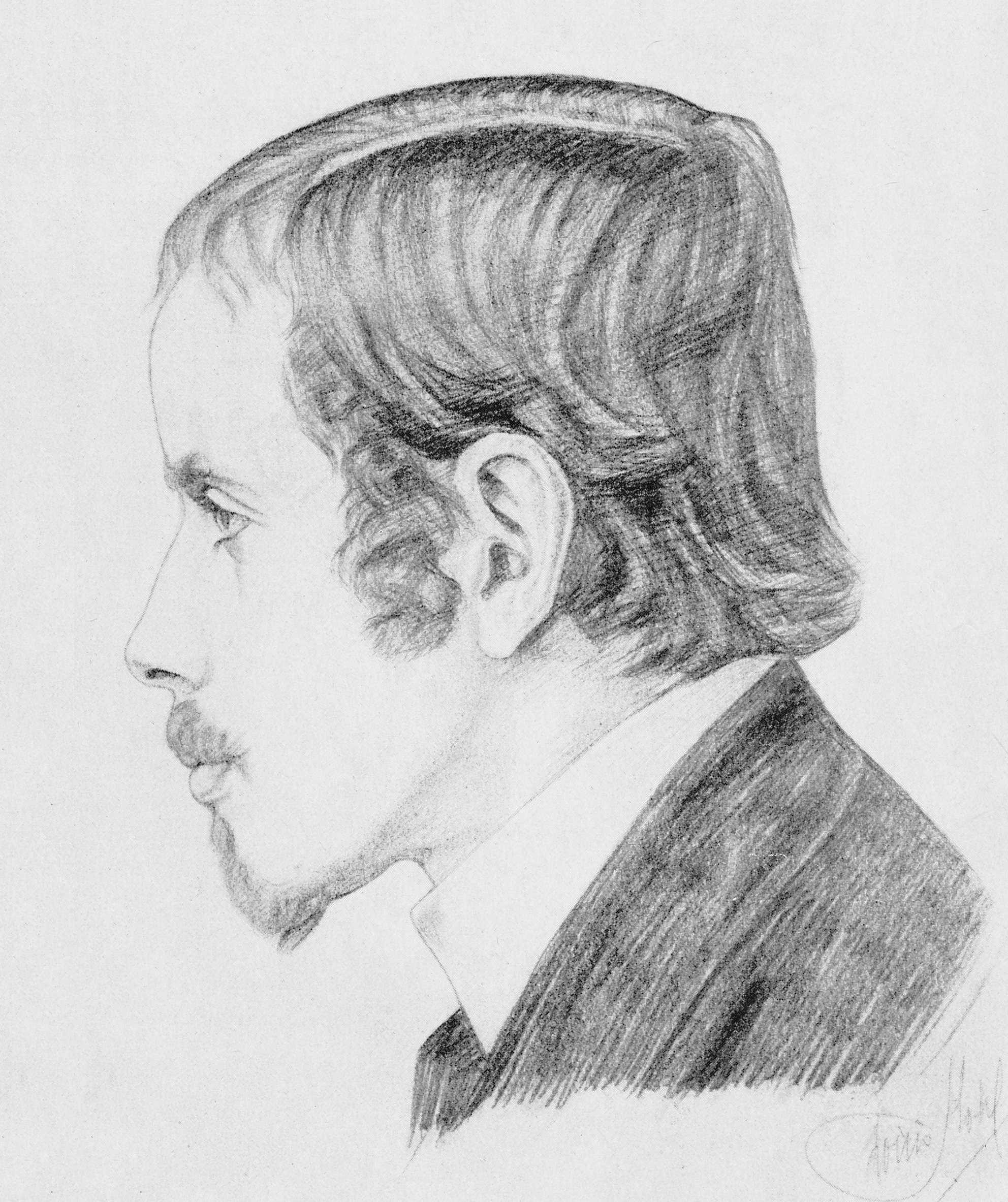
アイナー・ヴィーグナー（1920年頃）

リリー・エルベ（丁: Lili Elbe、1882年12月28日 - 1931年9月13日）は、デンマークの画家、イラストレーターであり、世界で初めて性別適合手術（男性から女性）を受けた人物として知られる。出生名はアイナー・モーウンス・ヴィーグナー（丁: Einar Mogens Wegener）だったが、手術後、法的に「リリー・エルベ」と改名している。

## リリーの生涯とゲルダ

### ゲルダとの結婚
1882年に生まれ、1904年に当時学んでいたデンマーク王立美術院で出会ったゲルダ・ゴトリプと結婚した。ゲルダも同じく画家であった。

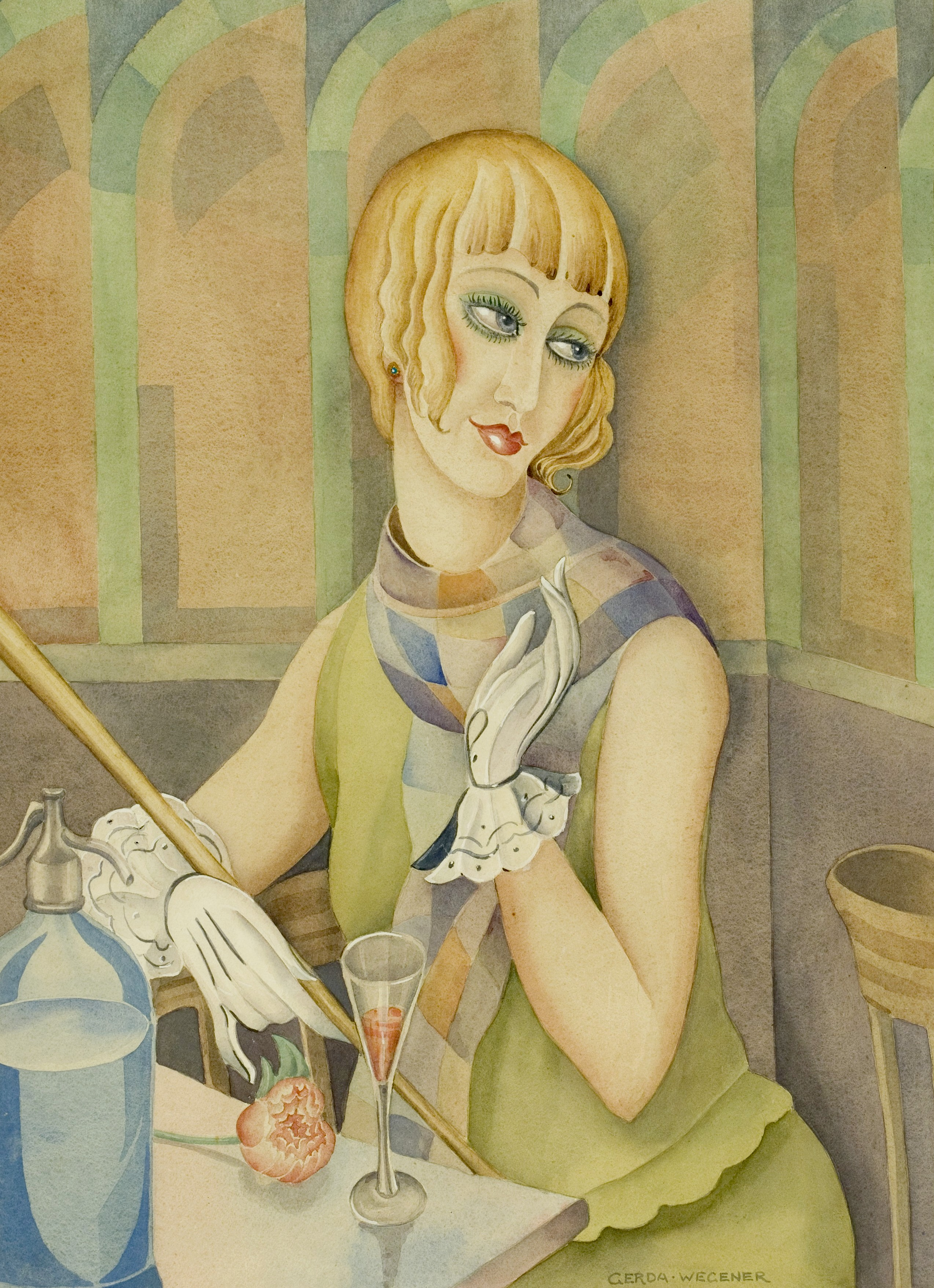
ゲルダ・ヴィーグナー『リリー・エルベの肖像画』（水彩、1928年頃）

エルベが女性の服装をするようになったのは、ゲルダの絵のモデルが現れず、代わりにエルベにストッキングとヒールを身につけさせ、脚のモデルになるよう頼んだことがきっかけであった。2人は1912年以降パリに在住し、そのころからエルベは女性として生活するようになり、生来、女性的な顔つきと体をしていたため、男性として公に出ても、ズボンをはいて男装した女性のように見えたという。染色体異常（SRY）やインターセックスの可能性も指摘されたが、真相は明らかではない。1920年代から1930年の時期には恒久的に女性の身なりで生活した。また、この頃より「リリー・エルベ」と名乗るようにもなった。

### 女性としての人生を求めて
そして、ついに女性の身体を求めて「母となるため」、1930年から1931年にかけて5回にわたる手術を受けることになるが、施術の拒絶反応が重く、術後は長生きできなかった。
まず1930年にベルリンを訪れマグヌス・ヒルシュフェルトの観察の下に睾丸摘出手術を受けた。次いでドレスデン市立産婦人科診療所にてクルト・ヴァルネクロスにより陰茎の除去と卵巣の移植手術が行われた。提供された卵巣は26歳の女性のものであった。この卵巣は拒絶反応により3回目と4回目の手術により再摘出されたが、1931年5回目の手術により子宮が移植され、50歳を前に念願の「母」の体となることができた。エルベは自伝をオランダ語で̺Fra Mand til Kvinde : Lili Elbes Bekendelser̺（デンマーク語）として執筆する。出版は1931年に実現する。

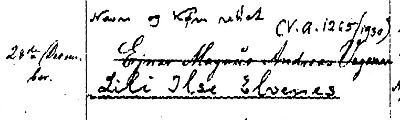
法的に改名し性別を変更した証明

エルベの手術を知ったデンマーク国王クリスチャン10世は前年の1930年に、エルベ（アイナー）とゲルダの婚姻を無効としていた。それでもゲルダはエルベの性別移行を支援し、エルベは法的性別の変更と「リリー・エルベ」と記された新しいパスポートを手にすることができた。しかしそのわずか3ヵ月後、拒絶反応のために、48歳で死去した。エルベの亡骸はドレスデンに埋葬された。その墓地は一度整理され平地となったが、2016年に映画『リリーのすべて』（#後述）の制作会社の資金で新しく墓碑が建立された。
リリーが危険な手術を繰り返したのは、フランス人の画商クロード・ルジュンと恋に落ち、完全な女性になりたいと望んだからだった。ゲルダはリリーを最期まで支援した。

### エルベ死後のゲルダ
手術の拒絶作用によるリリーの死後、ゲルダはイタリア人外交官の男性フェルナンド・ポルタと再婚しモロッコへ航り、マラケシュとカサブランカで数年過ごす。その間に描いた絵の署名は、「ゲルダ・ヴィーグナー・ポルタ」であり、リリー・エルベ（アイナー・ヴィーグナー）との婚姻関係の痕跡を残している。1936年、ゲルダは再び離婚し、1938年にデンマークに戻り、1940年に死亡した。

## エルベを題材とした作品
エルベの没後まもなく、自伝はオランダ語からドイツ語訳を経て1933年に英語版"Man into Woman"が上梓される。映画化前にも改版し読み継がれてきた。

2001年、作家のデヴィッド・エバーショフが、エルベの生涯をモチーフにした "The Danish Girl" (en) という作品を書いている。この作品は2015年に『リリーのすべて』（原題: The Danish Girl）というタイトルで映画化された。
荒俣宏は自著『荒俣宏の世界ミステリー遺産』の中で、「リリ・エルベの肖像画」としてエルベのことを紹介している。この本では出生名 (Einar Wegener) を「エイナ・ヴェーナ」と表記していた。しかしながら、妻ゲルダの作品コレクションを書籍化するにあたり、荒俣は大阪大学世界言語研究センターのデンマーク語・スウェーデン語研究室が編纂した辞典を参考にすると、その表記に則り（のっとり）、2016年に出版した本では、出生名は「アイナ・ヴィーイナ」、性別適合手術を受けてからの名前は「リリー・エルベ」と記している。

## 映像作品
- ルシンダ・コクソン（脚本）、トム・フーパー（監督）『リリーのすべて The Danish girl』NBCユニバーサル・エンターテイメント〈ユニバーサルシネマ・コレクション〉、2017年4月、デイヴィッド・エバーショフ 原作、イギリス作品（2015年）。Blu-ray Disc 1枚 (119分) 、カラー画像、ステレオ音声、ビスタ版。音声: 英 (5.1/DTS-HD)、日 (5.1/DTS)。字幕（英、日）。
  - 製作：トム・フーパー、ティム・ビーヴァン、エリック・フェルナー、アン・ハリソン、ゲイル・マトラックス
  - 撮影：ダニー・コーエン
  - 編集：メラニー・オリヴァー
  - 出演：エディ・レッドメイン、アリシア・ヴィキャンデル、アンバー・ハード、ベン・ウィショー、マティアス・スーナールツ
  - 声の出演：福田賢二、うえだ星子、白川万紗子、鈴木正和、津田健次郎